# Сініцина Вікторія Олександрівна
Вікторія Олександрівна Сініцина (нар. 29 квітня 1995, Москва, Росія) — російська фігуристка, що виступає в танцях на льоду, срібна та бронзова призерка Олімпійських ігор 2022 року, чемпіонка світу та Європи. Підтримує путінський режим та війну Росії проти України. Проти неї введені персональні санкції Верховною Радою України.

## Спортивні результати
(У парі з Микитою Кацалаповим)
| Міжнародні змагання                     | Міжнародні змагання | Міжнародні змагання | Міжнародні змагання | Міжнародні змагання | Міжнародні змагання | Міжнародні змагання | Міжнародні змагання | Міжнародні змагання |
| Змагання                                | 14/15               | 15/16               | 16/17               | 17/18               | 18/19               | 19/20               | 20/21               | 21/22               |
| --------------------------------------- | ------------------- | ------------------- | ------------------- | ------------------- | ------------------- | ------------------- | ------------------- | ------------------- |
| Олімпійські ігри                        |                     |                     |                     |                     |                     |                     |                     | 2                   |
| Олімпійські ігри (команда)              |                     |                     |                     |                     |                     |                     |                     | 1                   |
| Чемпіонат світу                         |                     | 9                   |                     |                     | 2                   | C                   | 1                   |                     |
| Чемпіонат Європи                        |                     | 4                   | 10                  |                     | 4                   | 1                   | C                   | 1                   |
| Фінал Гран-прі                          |                     |                     |                     |                     | 2                   | 6                   | C                   | С                   |
| Етап Гран-прі: Cup of China             |                     |                     | 4                   |                     |                     | 1                   | C                   |                     |
| Етап Гран-прі: NHK Trophy               | 7                   |                     | 5                   | 4                   |                     |                     | C                   | 1                   |
| Етап Гран-прі: Rostelecom               | 4                   | 3                   |                     |                     |                     | 1                   | 1                   | 1                   |
| Етап Гран-прі: Internationaux de France |                     |                     |                     |                     | 2                   |                     | C                   |                     |
| Етап Гран-прі: Skate Canada             |                     |                     |                     |                     | 2                   |                     | C                   |                     |
| Етап Гран-прі: Skate America            |                     | 2                   |                     | 3                   |                     |                     | C                   |                     |
| Ondrej Nepela Trophy                    |                     |                     |                     |                     | 1                   | 1                   |                     |                     |
| Shanghai Trophy                         |                     |                     |                     |                     |                     | 1                   |                     |                     |
| Minsk-Arena Ice Star                    |                     |                     |                     | 3                   |                     |                     |                     |                     |
| Командний чемпіонат світу               |                     |                     |                     |                     | 3                   |                     | 1                   |                     |
| Національні змагання                    |                     |                     |                     |                     |                     |                     |                     |                     |
| Чемпіонат Росії                         | 4                   | 2                   | 3                   | WD                  | 1                   | 1                   | WD                  |                     |

- WD — пара знялася зі змагань.
- C — змагання були скасовані.

## Громадянська позиція
Відвідувала зустріч з Путіним та отримувала з його рук нагороду, заявляла, що «Росія знову сильна, а нас усі бояться». Відвідувала пропагандистський путінський концерт на честь восьмої річниці анексії Криму та на підтримку війни в Україні, надягнувши на себе куртку з літерою Z.

## Санкції
Вікторія Сініцина додана до списку осіб з персональними санкціями Верховною Радою України